# Jill Clayburgh
Jill Clayburgh (30. travnja 1944. – 5. studenog 2010.) bila je američka glumica.

## Životopis

### Rani život
Jill je rođena u New York Cityu u obitelji oca poduzetnika i majke koja je bila tajnica kazališnog producenta Davida Merricka. Pohađala je akademiju Brearley, a potom i koledž Sarah Lawrence. Nakon što se priključila kazalištu Charles Street Repertory Theater u Bostonu, primarno se posvetila kazališnoj glumi. Naposljetku se premjestila na Broadway i nastupala u predstavama kao "Pippin" i "The Rothschilds".

### Filmske uloge
Nakon povremenih izleta na filmske i televizijske ekrane (uključujući gostovanje u tada popularnoj američkoj sapunici "Search for Tomorrow"), Clayburgh je dobila svoju prvu veliku ulogu 1972. godine u filmu "Portnoyeva boljka". Uslijedile su gostujuće uloge u TV serijama "Medical Center", "Maude" i "The Rockford Files". Prije nego što je 1976. godine dobila ulogu Carole Lombard u biografskom filmu "Gable i Lombard", bila je nominirana za nagradu Emmy za sudjelovanje u TV filmu "Hustling". Jill je potom nastupala u uspješnici komediji "Silver Streak" u kojoj su joj partneri bili komičari Gene Wilder i Richard Pryor. 
Godine 1977. snima nogometašku komediju "Semi-Tough", a potom je uslijedila uloga koja ju je učinila super zvijezdom desetljeća - Erica u filmu Paula Mazurskya "An Unmarried Woman". To je priča o ženi kojoj je jedini cilj u životu briga za supruga i djecu, te koju suprug ostavi zbog mlađe žene i koja potom pokušava istaknuti svoj identitet slobodne žene i samohrane majke u svijetu označenom rastom feminizma. Film je postao zaštitni znak mnogih društvenih i bračnih problema u 70-ima kao što su razvod i seksualno oslobođenje. S porukom da je "biti neoženjen sasvim u redu", film je postao hit na kinoblagajnama i hvaljen je od strane kritičara. Jill Clayburgh je za tu ulogu osvojila nagradu filmskog festivala u Cannesu u kategoriji najbolje glumice. Film je dobio tri nominacije za prestižnu filmsku nagradu Oscar, u kategorijama za najbolji film i najbolju glumicu, no nagrade su otišle u ruke filmu "Lovac na jelene" i glumici Jane Fondi. Godine 1979. uslijedile su uloge u filmovima "Luna" i "Starting Over". Uloga u filmu "Luna" donijela joj je još jednu nominaciju za nagradu Oscar, a za obje je uloge bila nominirana na nagradama Zlatni Globus.

### Televizijske uloge
Rane 80-e godine donijele su joj nove uloge snažnih, neovisnih žena u komedijama "It's My Turn" i "Prvi ponedjeljak u listopadu", kao i ulogu ovisnice o valijumu u filmskoj adaptaciji bestseller memoara "I'm Dancing As Fast As I Can". Pošto su 80-e bile pod utjecajem Reaganove administracije, izgubljen je interes za financiranje feminističkih filmova, te je Jill prihvaćala uloge u niskobudžetnim TV filmovima. Zbog toga je odlučila revitalizirati svoju karijeru na televizijskim ekranima. Nakon propalih humorističnih serija "Everything's Relative" i "Leap of Faith", Jill je dobila ulogu Jeannie McBeal u hvaljenoj seriji "Ally McBeal". Uslijedile su gostujuće uloge u TV serijama "Pravda za sve" i "Reži me" (za potonju je osvojila svoju drugu Emmy nominaciju). 2007. godine nastupala je u TV seriji "Prljavi seksi novac" gdje je tumačila lik matrijarha bogate i moćne newyorške obitelji Darling, Latitie Darling. Serija je zbog slabe gledanosti ukinuta nakon samo dvije sezone.

### Posljednje godine
Godine 2010. nastupala je u komičnoj drami "Ljubav i druge droge" i snimala je komediju "Bridesmaids".

## Privatni život

### Obitelj
Jill je bila u braku s priznatim dramskim piscem Davidom Rabeom od 1979. godine. Iz tog braka ima dvoje djece, kćer Lily Rabe koja je također glumica i sina Michaela.

### Smrt
Clayburgh je dva desetljeća bolovala od kronične limfocitne leukemije i od posljedica te bolesti je umrla u ranojutarnjim satima 5. studenog 2010.

## Vanjske poveznice
- Jill Clayburgh u internetskoj bazi filmova IMDb-u (engl.)